# 神埼市立仁比山小学校
神埼市立仁比山小学校（かんざきしりつ にいやましょうがっこう）は、佐賀県神埼市神埼町鶴にある市立の小学校。

## 概要
歴史
1875年（明治8年）創立。数回の改組・改称を経て、現校名になったのは2006年（平成18年）。2025年（令和7年）に創立150周年を迎える。
校章
五芒星（☆）を背景にして、中央に校名の頭文字「仁」を配したデザインとなっている。
校歌
1935年（昭和10年）に制定。歌詞は3番まであり、歌詞中に校名は登場しない。
校区
神埼市神崎町のうち「城原、志波屋、的、鶴の一部（3318～3546番地・3550～4018番地以外）、神埼小学校区との自由校区（鶴3153～3317番地・4019～4241番地内）」。中学校区は神埼市立神埼中学校。

## 沿革
- 1875年（明治8年）6月 - 「含浩小学校」が創立。その後「的小学校」と改称。志波屋小学校を統合の上、志波屋分校とする。後に城原分校も設置される。
- 1885年（明治18年）1月 - 三谷分校を設置。
- 1887年（明治20年）5月 - 小学校令施行により、「尋常弁升小学校」と改称。
- 1889年（明治22年）4月1日 - 町村制施行により、神埼郡の4村（的、志波屋、鶴、城原）が合併し、仁比山村が発足。
- 1892年（明治25年）- 石井ケ里分教場を廃止。
- 1893年（明治26年）
  - 2月 - 「仁比山尋常小学校」に改称。三谷分校が分離の上、三谷尋常小学校として独立。
  - 7月 -  馬郡分教場を設置。
- 1896年（明治29年）9月 - 的に新舎を新築。三谷尋常小学校を統合。馬郡分教場を廃止。
- 1903年（明治36年）9月 - 右原に2教室を増築。
- 1908年（明治41年）9月 - 校舎を増改築。
- 1909年（明治42年）4月 - 改正小学校令により、尋常科が4年制から6年制、高等科が4年制から2～3年制に変更となる。
  - 高等科を併置の上、「仁比山尋常高等小学校」に改称。
- 1912年（大正元年）- 講堂が完成。
- 1922年（大正11年）- 校旗を制定。
- 1928年（昭和3年）3月 - 運動場を拡張。
- 1929年（昭和4年）6月 - 木造新校舎が完成。
- 1935年（昭和10年）6月 - 校歌を制定。
- 1941年（昭和16年）4月1日 - 国民学校令の施行により、「仁比山村国民学校」に改称。尋常科を初等科に改める。
- 1947年（昭和22年）
  - 4月1日 - 学制改革が行われる。
    - 国民学校初等科が新制小学校「仁比山村立仁比山小学校」に改組・改称。
    - 国民学校高等科が青年学校普通科とともに、新制中学校「仁比山村立仁比山中学校[2]」に改組。小学校に併設。

  - 10月 - 父母と先生の会が発足。
- 1955年（昭和30年）3月31日 - 西郷村が神埼町に編入されたため、「神埼町立仁比山小学校」に改称。
- 1962年（昭和37年）3月 - 鉄筋コンクリート2階建て新校舎（10教室）が完成。
- 1963年（昭和38年）10月 - 新校旗を制定。
- 1965年（昭和40年）
  - 3月 - 鉄筋コンクリート造2階建て校舎が完成。
  - 9月 - 母子像が設置される。
- 1966年（昭和41年）4月 - 特殊学級を設置。
- 1967年（昭和42年）3月 - 岩石園が完成。
- 1968年（昭和43年）1月 - 体育館が完成。
- 1972年（昭和47年）2月 - 制服を制定。
- 1973年（昭和48年）
  - 4月 - 特別教室の改築が完了。
  - 12月 - プールが完成。
- 1978年（昭和53年）10月 - 学校給食を開始。
- 1981年（昭和56年）7月 - 運動場南側の整地拡張を実施。
- 1986年（昭和61年）
  - 3月 - 校舎を鉄筋コンクリート造3階建てに改築。
  - 12月 - 特別教室校舎の改造が完了。中庭が完成。
- 1991年（平成3年）3月 - 土俵が完成。
- 1996年（平成8年）3月 - 新体育館が完成。校旗を新調。
- 1999年（平成11年）9月 - 夢かなえ隊事業「水車」が完成。
- 2006年（平成18年）3月20日 - 町村合併により「神埼市立仁比山小学校」（現校名）に改称。
- 2022年（平成24年）2月 - 放課後児童クラブ「山王」が完成。

## 交通
最寄りの鉄道駅
- JR九州 長崎本線「神埼駅」

最寄りのバス停留所
- 三瀬神埼線 「仁比山小学校前」停留所

最寄りの幹線道路
- 佐賀県道21号三瀬神埼線「仁比山小学校前」交差点

## 周辺
- トヨタ紡績九州